# فين تومسن
فين تومسن هو متسابق دراجات نارية دنماركي، ولد في 16 فبراير 1955 في آرهوس في الدنمارك.